# Japalura micangshanensis
Espèce
Japalura micangshanensis est une espèce de sauriens de la famille des Agamidae.

## Répartition
Cette espèce est endémique de République populaire de Chine. Elle se rencontre au Shaanxi, au Gansu, au Henan et au Sichuan.

## Étymologie
Son nom d'espèce, composé de micangshan et du suffixe latin -ensis, « qui vit dans, qui habite », lui a été donné en référence au lieu de sa découverte, les monts Micangshan.

## Publication originale
- Song, 1987 : Survey of the reptiles of southern Shaanxi. Acta Herpetologica Sinica, vol. 6, no 1, p. 59-64 (texte intégral).